# Cimetière mennonite de Salm
Le cimetière mennonite de Salm est un monument historique situé à Salm, un hameau de La Broque, dans le département français du Bas-Rhin. Il abrite les tombes de protestants mennonites.

## Localisation
Ce cimetière abandonné est situé à Salm (La Broque), en pleine nature.

## Historique
L'édifice fait l'objet d'une inscription au titre des monuments historiques depuis 1984.

## Architecture

Symboles mennonites sur les pierres tombales
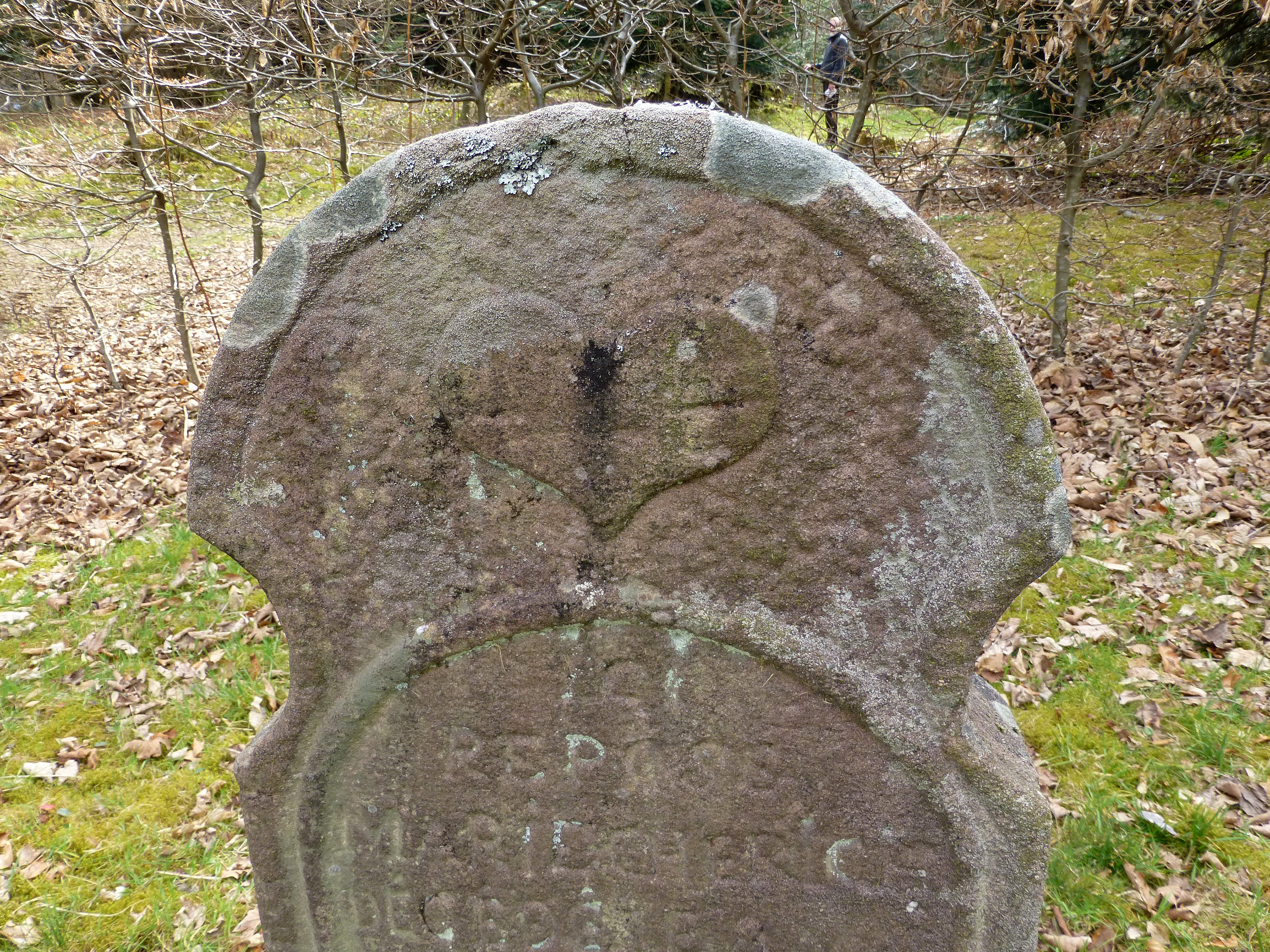
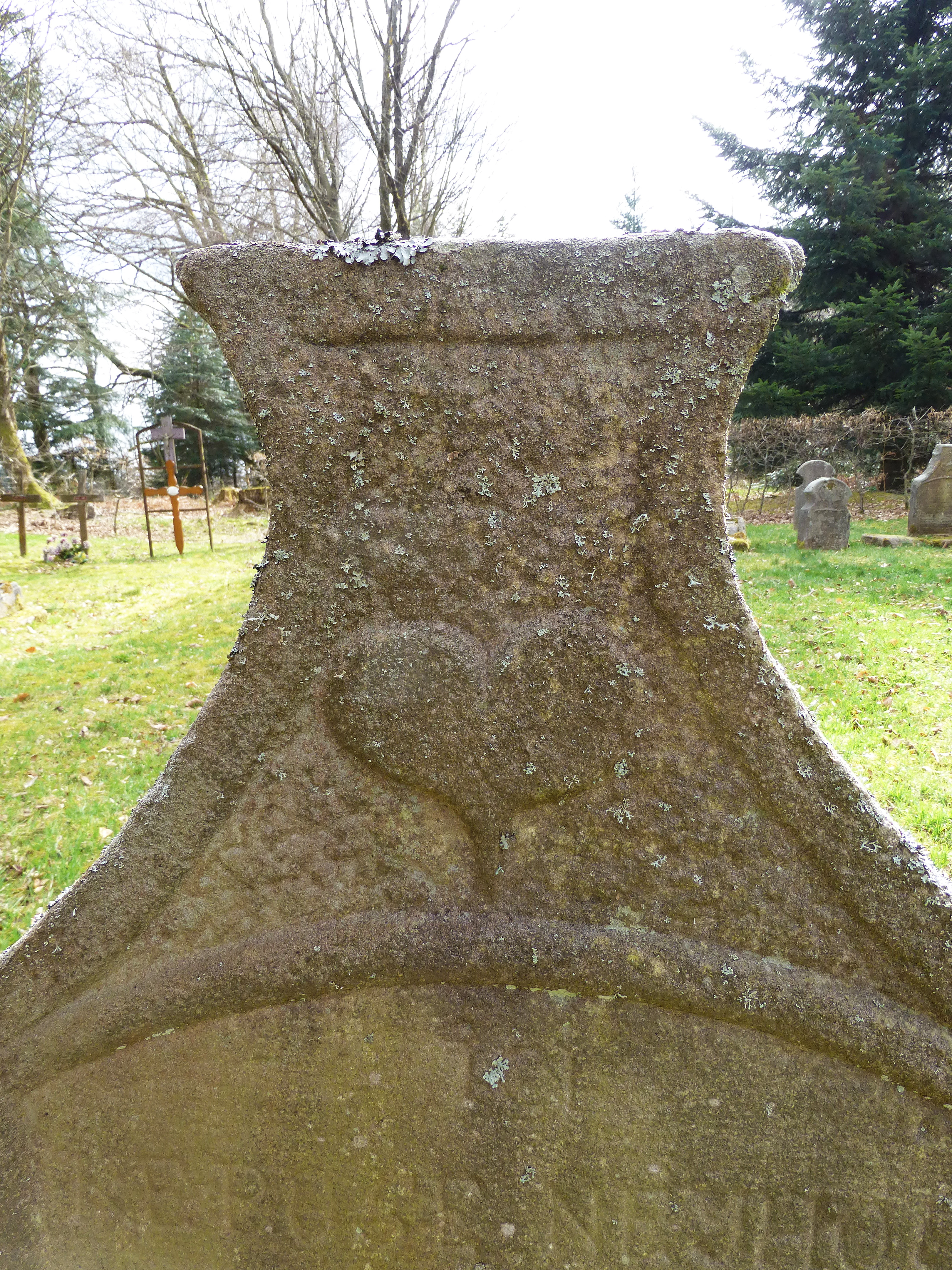
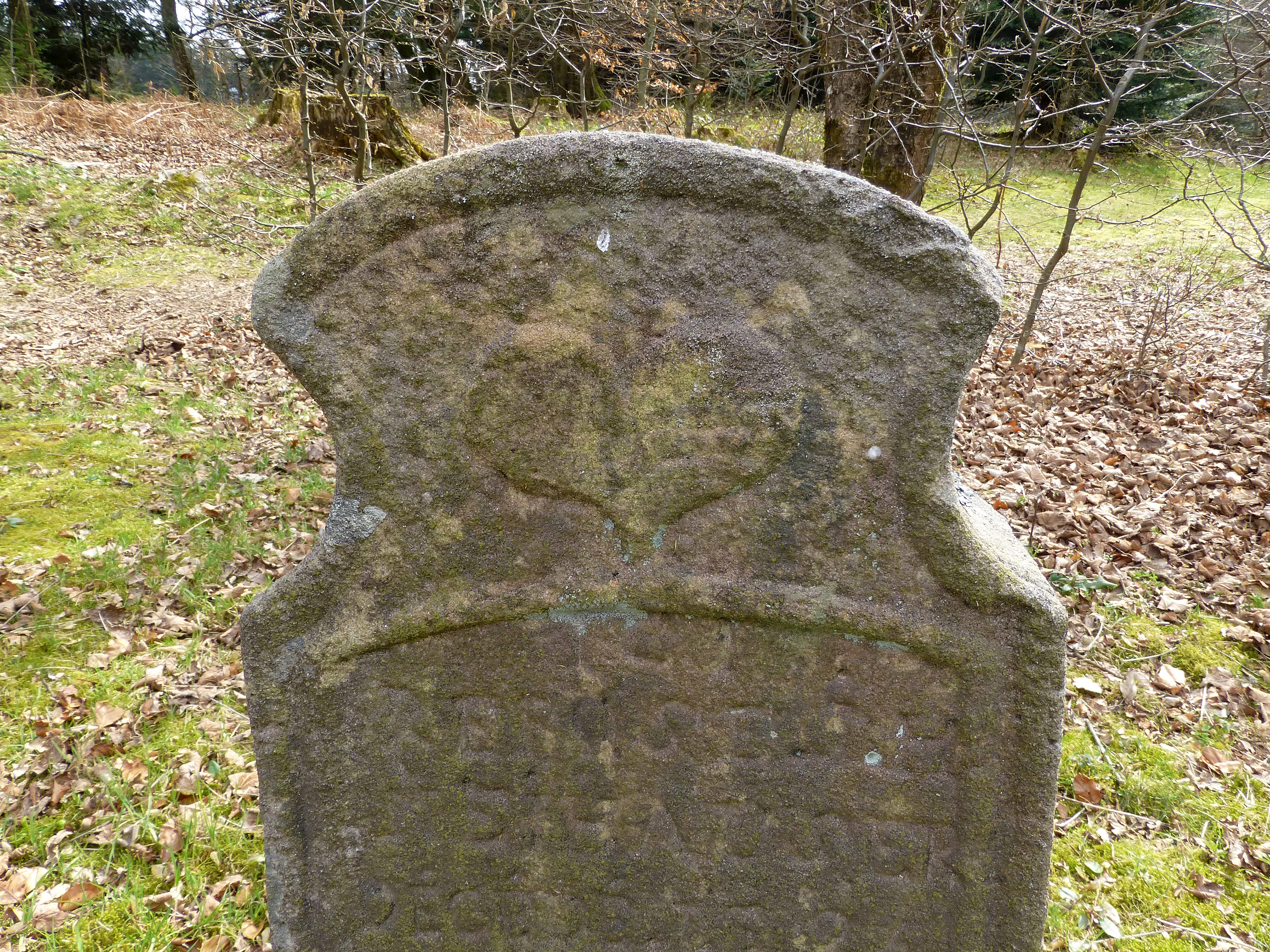
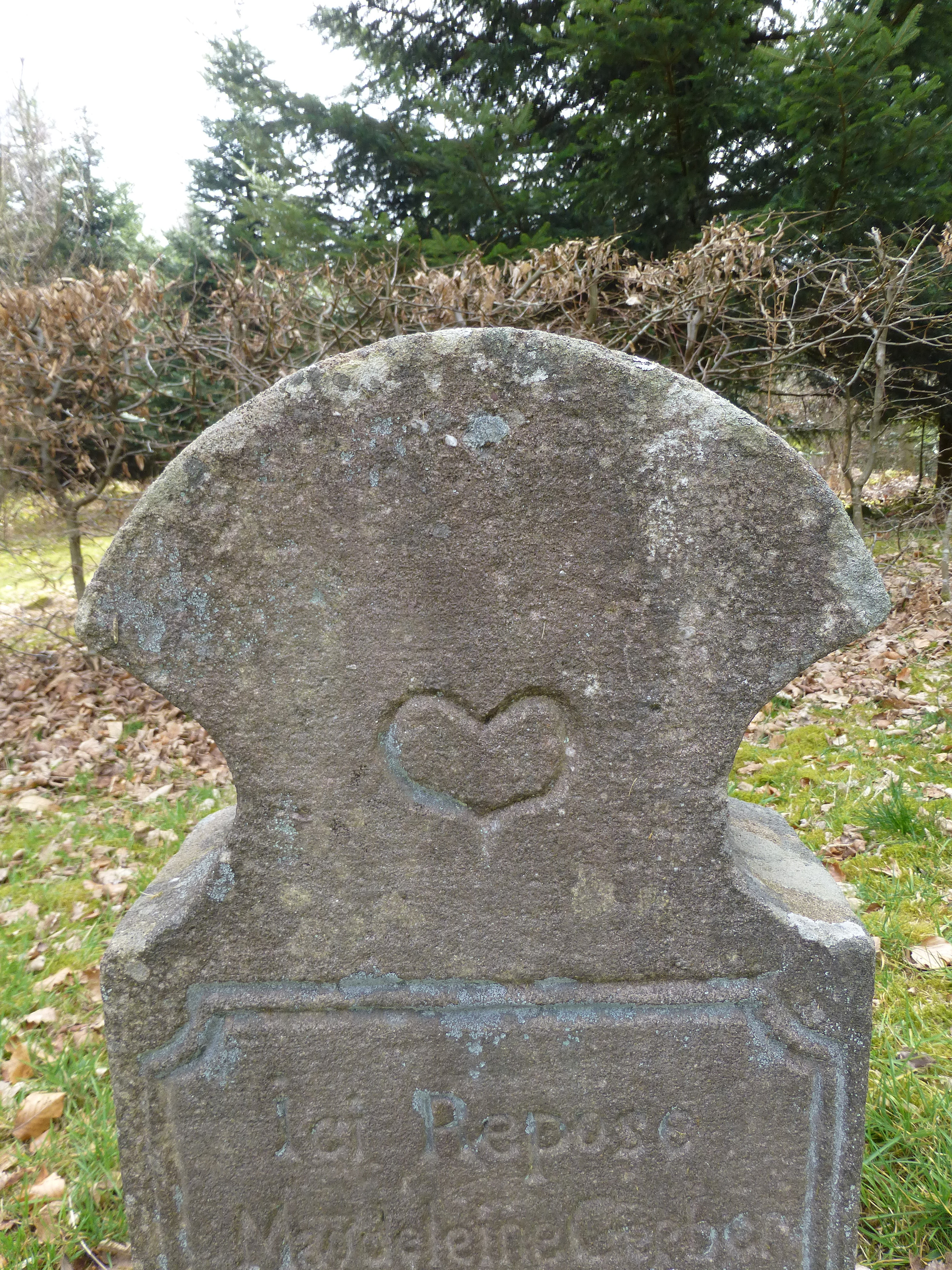